# Любовь с первого взгляда (фильм, 1998)
«Любо́вь с пе́рвого взгля́да» (хинди दिल से, Dil Se.., досл.: «Всем се́рдцем») — индийская драма на хинди режиссёра Мани Ратнама, вышедший в прокат 21 августа 1998 года. Последний фильм в «политической» трилогии Ратнама наряду с картинами «Роза» и «Бомбей» и первый его фильм снятый только на хинди. Считается примером индийского параллельного кино. В фильме дебютировала актриса Прити Зинта.

## Сюжет
Сбор информации о терроризме приводит радио-журналиста Амара Варма в штат Ассам, где ему устраивают интервью с главой местной террористической группировки. Случайно Амар знакомится с таинственной незнакомкой Мегхной и влюбляется в неё с первого взгляда. Девушка быстро исчезает, но их пути ещё неоднократно пересекаются. Сделав предложение и получив отказ, расстроенный Амар возвращается домой в Дели.
Родственники знакомят Амара с очаровательной Прити и предлагают ему на ней жениться. Амар и Прити быстро находят взаимопонимание. В разгар приготовлений к свадьбе в доме Амара неожиданно появляется Мегхна и просит его помочь ей устроиться на работу на радио. Амара вызывают на допрос в полицию и обвиняют в сотрудничестве с террористами. Амар не может доказать свою непричастность к терроризму и начинает собственное расследование.
В результате открывшихся ему новых сведений Амар понимает, что Мегхна — террористка и приехала не для встречи с ним, как он надеялся, а с целью быть ближе к радиоэфиру. Амар разыскивает Мегхну, снова признаётся ей в любви и пытается отговорить её от выполнения задания террористов. Это ему не удаётся, и они оба погибают при взрыве.

## В ролях
| Актёр                | Роль                              |
| -------------------- | --------------------------------- |
| Шахрух Хан           | журналист Амар Варма              |
| Маниша Коирала       | Мегхна                            |
| Прити Зинта          | Прити Наир                        |
| Зохра Сехгал         | бабушка                           |
| Рагхувир Ядав        | Шукла                             |
| Адитья Шривастав     | брат Мегхны                       |
| Сабьясачи Чакраборти | член террористической группировки |
| Санджай Мишра        | член террористической группировки |
| Арундати Наг         | начальник аэродрома               |
| Гаджрадж Рао         | офицер                            |
| Пиюш Мишра           | офицер                            |
| Малаика Арора        | танец в номере «Chaiyya Chaiyya»  |
| Мита Васишт          | Мита (женщина-террористка)        |
| Прия Парулекар       | Мегхна в детстве                  |
| Бридж Мохан Шах      | камео                             |

## Съёмочная группа
- Режиссёр: Мани Ратнам
- Продюсеры: Шекхар Капур, Мани Ратнам, Рам Гопал Варма, Г. Сринивасан
- Сценаристы: Сухата, Тигманшу Дхулиа, Мани Ратнам
- Оператор: Сантош Сиван
- Композитор: Алла Ракха Рахман
- Художники: Самир Чанда, Пия Бенегал, Шабина Кхан
- Монтажёр: Суреш Урс
- Звукорежиссёр: Х. Шридхар
- Стихи песен (в версии фильма на хинди): Гулзар
- Песни за кадром исполняют (в версии фильма на хинди): Лата Мангешкар, Кавита Кришнамурти, Удит Нараян, Сону Нигам, Сукхвиндер Сингх, Махалакшми Айер, М. Дж. Шрикумар, Сапна Авастхи, Анурадха Шрирам, Анупама, Алла Ракха Рахман, Феби Мани, хор
- Хореограф: Фара Кхан

## Производство
Съёмки фильма проходили в Химачал-Прадеше, Кашмире, Ассаме, Керале, Дели и других частях Индии и Бутана. Фильм был снят всего за 55 дней.
На роль невесты главного героя Мани Ратнам первоначально выбрал Симран Бага, но в итоге её сыграла дебютантка Прити Зинта. Также этот фильм стал дебютом для танцовщицы Малаики Ароры, исполнившей танец под песню «Chaiyya Chaiyaa». Его снимали в Nilgiri Express по пути с через Ути, Кунур и Котагири, для чего поезд частично перекрасили в коричневый цвет.

## Саундтрек
В индийской музыке считается примером музыкального альбома, в котором все песни стали хитами. Раджа Сен из Rediff.com назвал его «безусловно, лучшим саундтреком Рахмана».
Песня «Chaiyya Chaiyya» стала особенно популярной и вошла в десятку лучших песен всех времён по версии Международного опроса, проведённого Всемирной службой BBC. Также песня была использована в фильме «Не пойман — не вор», в музыкальном шоу «Bombay Dreams» и в телевизионных шоу «Smith», «C.S.I.: Место преступления Майами».

### Версия на хинди
Все тексты написаны Гулзаром, вся музыка написана А. Р. Рахманом. Текст песни «Chaiyya Chaiyya» («Chhal Chaiyya Chaiyya») / «За тенью» («Следуй за тенью») в оригинале написан на языке урду, также эта песня стала первой значимой песней для певца Сукхвиндера Сингха.
| №  | Название                                    | Исполнители                                       | Длительность |
| -- | ------------------------------------------- | ------------------------------------------------- | ------------ |
| 1. | «Chaiyya Chaiyya» («Chhal Chaiyya Chaiyya») | Сукхвиндер Сингх, Сапна Авастхи                   | 6:54         |
| 2. | «Jiya Jale»                                 | Лата Мангешкар, М. Дж. Шрикумар, хор              | 5:07         |
| 3. | «Dil Se Re»                                 | А. Р. Рахман, Анурадха Шрирам, Анупама, Феби Мани | 6:44         |
| 4. | «Ae Ajnabi»                                 | Удит Нараян, Махалакшми Айер                      | 5:48         |
| 5. | «Thayya Thayya (Remix)»                     | Сукхвиндер Сингх                                  | 4:35         |
| 6. | «Satrangi Re»                               | Сону Нигам, Кавита Кришнамурти                    | 7:25         |

Помимо хинди, саундтрек был записан на нескольких других языках. Тамильскую версию трека «Chaiyya Chaiyya» под названием «Thaiyya Thaiyya» исполнил певец Палгат Шрирам, хотя исполнитель этой песни в версии на языке хинди певец Сукхвиндер Сингх был среди исполнителей тамильской версии. Песню «Jiya Jale» в версии на язык малаялам исполнял Гириш Путтансери. Текст песни «Thaiyya Thaiyya» в версии на панджаби написала Теджпал Каур. Музыкальный фон тоже был высоко оценён и в значительной мере способствовал успеху фильма.

### Версия натамильском(«Uyire»)
Все тексты написаны Вайрамуту, вся музыка написана А. Р. Рахманом.
| №  | Название                | Исполнители                                       | Длительность |
| -- | ----------------------- | ------------------------------------------------- | ------------ |
| 1. | «Thaiyya Thaiyya»       | Сукхвиндер Сингх, Палгат Шрирам, Малгуди Субха    | 6:55         |
| 2. | «Nenjinile Nenjinile»   | С. Джанаки, М. Дж. Шрикумар, хор                  | 5:09         |
| 3. | «Sandhosha Kanneere»    | А. Р. Рахман, Анурадха Шрирам, Анупама, Феби Мани | 6:42         |
| 4. | «Poongkaatrilae»        | Унни Менон, Сварналатха                           | 5:45         |
| 5. | «Thayya Thayya (Remix)» | Харихаран, Шринивас, Малгуди Субха                | 4:19         |
| 6. | «En Uyire»              | Шринивас, Суджата Мохан                           | 7:26         |

### Версия нателугу(«Prematho»)
Все тексты написаны Ситарамой Шастри, вся музыка написана А. Р. Рахманом.
| №  | Название                  | Исполнители                                       | Длительность |
| -- | ------------------------- | ------------------------------------------------- | ------------ |
| 1. | «Thaiyya Thaiyya»         | Сукхвиндер Сингх, Малгуди Субха                   | 6:52         |
| 2. | «Innalilla Leduley»       | К. С. Читра, М. Дж. Шрикумар, хор                 | 5:06         |
| 3. | «Ninnaeley»               | А. Р. Рахман, Анурадха Шрирам, Анупама, Феби Мани | 6:37         |
| 4. | «O Priyathamma»           | Мано, Сварналатха                                 | 7:25         |
| 5. | «Chaiyya Chaiyya (Remix)» | Сукхвиндер Сингх                                  | 4:17         |
| 6. | «Ooristhu Ooguthu»        | Шринивас, Суджата Мохан                           | 5:42         |

## Награды и номинации
1999 — Берлинский международный кинофестиваль
- Приз Сети продвижения азиатского кино — особое упоминание (Мани Ратнам)

1998 — Национальная кинопремия
- Лучшая операторская работа (Сантош Сиван)[10]
- Лучшая работа звукорежиссёра (Х. Шридхар)[10]

1999 — Filmfare Awards
Призы:
- Лучшая дебютная женская роль (Прити Зинта)
- Лучшая музыка к фильму (А. Р. Рахман)
- Лучшие слова к песне для фильма (Гульзар за стихи к песне «Chaiyya Chaiyya»)
- Лучший мужской закадровый вокал (Сукхвиндер Сингх за песню «Chaiyya Chaiyya»)
- Лучшая операторская работа (Сантош Сиван)[12]
- Лучшая хореография (Фара Кхан[13] за хореографию номера «Chaiyya Chaiyya»)

Номинации:
- Лучшая женская роль (главная) (Маниша Коирала)
- Лучшая женская роль второго плана (Прити Зинта)
- Лучший женский закадровый вокал (Сапна Авастхи[англ.] за песню «Chaiyya Chaiyya»)
- Лучшие слова к песне для фильма (Гулзар за стихи к песне «Ae Ajnabi»)

1999 — Star Screen Awards
- Лучший мужской закадровый вокал (Сукхвиндер Сингх за песню «Chaiyya Chaiyya»)

## Критика
Выход фильма совпал с торжествами по случаю празднования 51-й годовщины независимости Индии. Фильм стал в Индии кассовым провалом, однако завоевал множество национальных наград и номинаций. Deepa Deosthalee положительно характеризует фильм и называет его «идеальной одой любви». Музыка к фильму была высоко оценена.
Фильм имел крупный успех за рубежом, особенно у южно-азиатской диаспоры на Западе. Стал первым индийским фильмом, вошедшим в десятку самых кассовых фильмов Великобритании: только в одном из комплексов Западного Лондона даже через два месяца после его выпуска в прокат в сентябре 1998 года фильм собирал до 3000 зрителей в течение каждого из пяти сеансов в день.
Фильм был показан на фестивале New Horizons Film Festival во Вроцлаве в Польше, на международном кинофестивале в Хельсинки «Любовь и анархия», а также получил приз Сети продвижения азиатского кино на Берлинском международном кинофестивале.